# Newburg (Dakota del Norte)
Newburg es una ciudad ubicada en el condado de Bottineau en el estado estadounidense de Dakota del Norte. En el censo de 2010 tenía una población de 110 habitantes y una densidad poblacional de 321,75 personas por km².

## Geografía
Newburg se encuentra ubicada en las coordenadas 48°42′51″N 100°54′45″O / 48.71417, -100.91250. Según la Oficina del Censo de los Estados Unidos, Newburg tiene una superficie total de 0.34 km², de la cual 0.34 km² corresponden a tierra firme y (0%) 0 km² es agua.

## Demografía
Según el censo de 2010, había 110 personas residiendo en Newburg. La densidad de población era de 321,75 hab./km². De los 110 habitantes, Newburg estaba compuesto por el 91.82% blancos, el 0% eran afroamericanos, el 0% eran amerindios, el 0% eran asiáticos, el 0% eran isleños del Pacífico, el 8.18% eran de otras razas y el 0% pertenecían a dos o más razas. Del total de la población el 9.09% eran hispanos o latinos de cualquier raza.